# 도리안 보구타

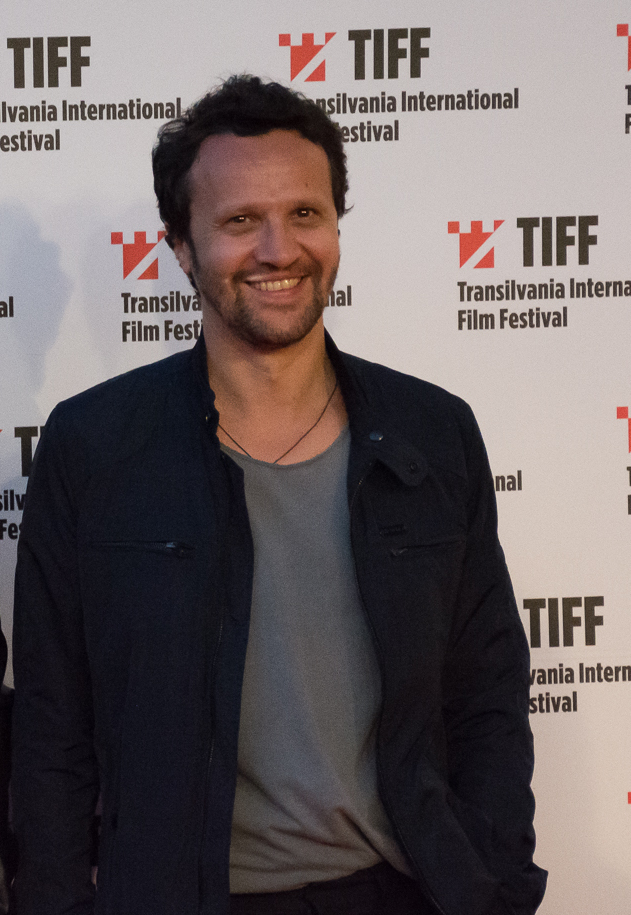

도리안 보구타(Dorian Boguță, 1971년 4월 24일 ~ )는 배우이다.
키시너우에서 태어났다.

## 영화
- 찰스톤 (2017년)
- 브레이킹 뉴스 (2017년)
- 더블 (2016년)
- 투 로터리 티켓 (2016년)
- 러브 빌딩 (2013년)
- 인 갓파더스 무비 (2012년) - 나폴레옹 메레멧 역
- 이동영화관 (2009년)
- 프란체스카 (2009년)